# Zipacón
Zipacón – miasto w Kolumbii, w departamencie Cundinamarca.